# Difusómetro

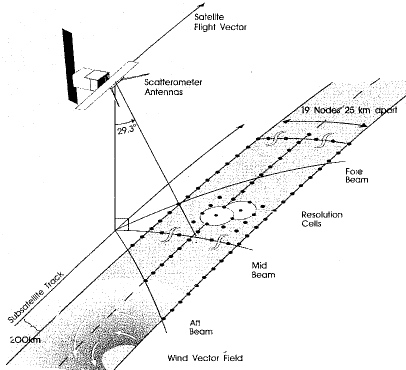

Un difusómetro de radar (a veces escatómetro) se diseña para determinar la normalizada sección eficaz radarica (sigma-0) de la superficie. Los difusómetros operan transmitiendo un pulso de energía de microonda contra la superficie de la Tierra, y midiendo la energía reflejada. Una medición separada de la potencia solo en ruido se hace y se subtrae de la medida de la "señal + ruido" y así determinar la potencia de la señal backscatter. Sigma-0 se computa de la medición de potencia de la señal usando la ecuación de blanco distribuido del radar.
La primaria aplicación de la difusometría espacial han sido mediciones de viento cerca de la superficie sobre los océanos. Combinando las mediciones de sigma-0 de diferentes ángulos de azimut, el vector viento cerca de la superficie sobre la superficie oceánica puede determinarse usando un modelo de función geofísica (GMF) relacionando viento y difusometría. Las mediciones de viento difusométricas son particularmente útiles para monitorear huracanes. Sus datos se aplican al estudio de vegetación tropical, humedad de suelo, hielo polar, cambio climático global. Por ejemplo, son muy útiles para estudiar el manto de hielo antártico y a su vez complementan la información obtenida por radiómetros pasivos como el Special Sensor Microwave/Imager (SSM/I).
Uno de los primeros difusómetros estuvo a bordo del satélite Seasat en 1978, luego siguieron los presentes en las misiones NASA Scatterometer.
- Datos: Q905295
- Multimedia: Scatterometers / Q905295